# Fredrik Bergström (regatista)
Fredrik Bergström (Onsala, 9 de julio de 1990) es un deportista sueco que compite en vela en la clase 470.
Participó en dos Juegos Olímpicos de Verano, obteniendo una medalla de plata en Tokio 2020, en la clase 470 (junto con Anton Dahlberg), y el sexto lugar en Río de Janeiro 2016, en la misma clase.
Ganó tres medallas en el Campeonato Mundial de 470 entre los años 2017 y 2021, y tres medallas en el Campeonato Europeo de 470 entre los años 2018 y 2021.

## Palmarés internacional
| \| Juegos Olímpicos \| Juegos Olímpicos \| Juegos Olímpicos \| Juegos Olímpicos \| \| Año \| Lugar \| Medalla \| Clase \| \| ------------------ \| -------------------- \| ----------------- \| ---------------- \| \| 2020 \| Tokio (Japón) \| Medalla de plata \| 470 \| \| Campeonato Mundial \| \| \| \| \| Año \| Lugar \| Medalla \| Clase \| \| 2017 \| Salónica (Grecia) \| Medalla de plata \| 470 \| \| 2019 \| Enoshima (Japón) \| Medalla de bronce \| 470 \| \| 2021 \| Vilamoura (Portugal) \| Medalla de oro \| 470 \| \| Campeonato Europeo \| \| \| \| \| Año \| Lugar \| Medalla \| Clase \| \| 2018 \| Burgas (Bulgaria) \| Medalla de oro \| 470 \| \| 2019 \| San Remo (Italia) \| Medalla de oro \| 470 \| \| 2021 \| Vilamoura (Portugal) \| Medalla de bronce \| 470 \| |                      |                   |       |
| Juegos Olímpicos |                      |                   |       |
| Año | Lugar                | Medalla           | Clase |
| 2020 | Tokio (Japón)        | Medalla de plata  | 470   |
| Campeonato Mundial |                      |                   |       |
| Año | Lugar                | Medalla           | Clase |
| 2017 | Salónica (Grecia)    | Medalla de plata  | 470   |
| 2019 | Enoshima (Japón)     | Medalla de bronce | 470   |
| 2021 | Vilamoura (Portugal) | Medalla de oro    | 470   |
| Campeonato Europeo |                      |                   |       |
| Año | Lugar                | Medalla           | Clase |
| 2018 | Burgas (Bulgaria)    | Medalla de oro    | 470   |
| 2019 | San Remo (Italia)    | Medalla de oro    | 470   |
| 2021 | Vilamoura (Portugal) | Medalla de bronce | 470   |